# München Basket
Le KICKZ München Basket est un club féminin allemand de basket-ball issu de la ville de Munich. Le club appartient à la Damen Basketball Bundesliga soit le plus haut niveau du championnat allemand.
La section masculine évolue elle en 2.Bundesliga - Pro B.

## Noms successifs
- Depuis ? : KICKZ München Basket
- ? - ? : Lotus München

## Palmarès
- Champion d'Allemagne : 1992
- Vainqueur de la coupe d'Allemagne : 1987

## Entraîneurs successifs
- Depuis ? :  Armin Sperber

## Joueuses célèbres ou marquantes
- Michele Timms